# サンボードロモ・ダ・マルケス・ジ・サプカイ

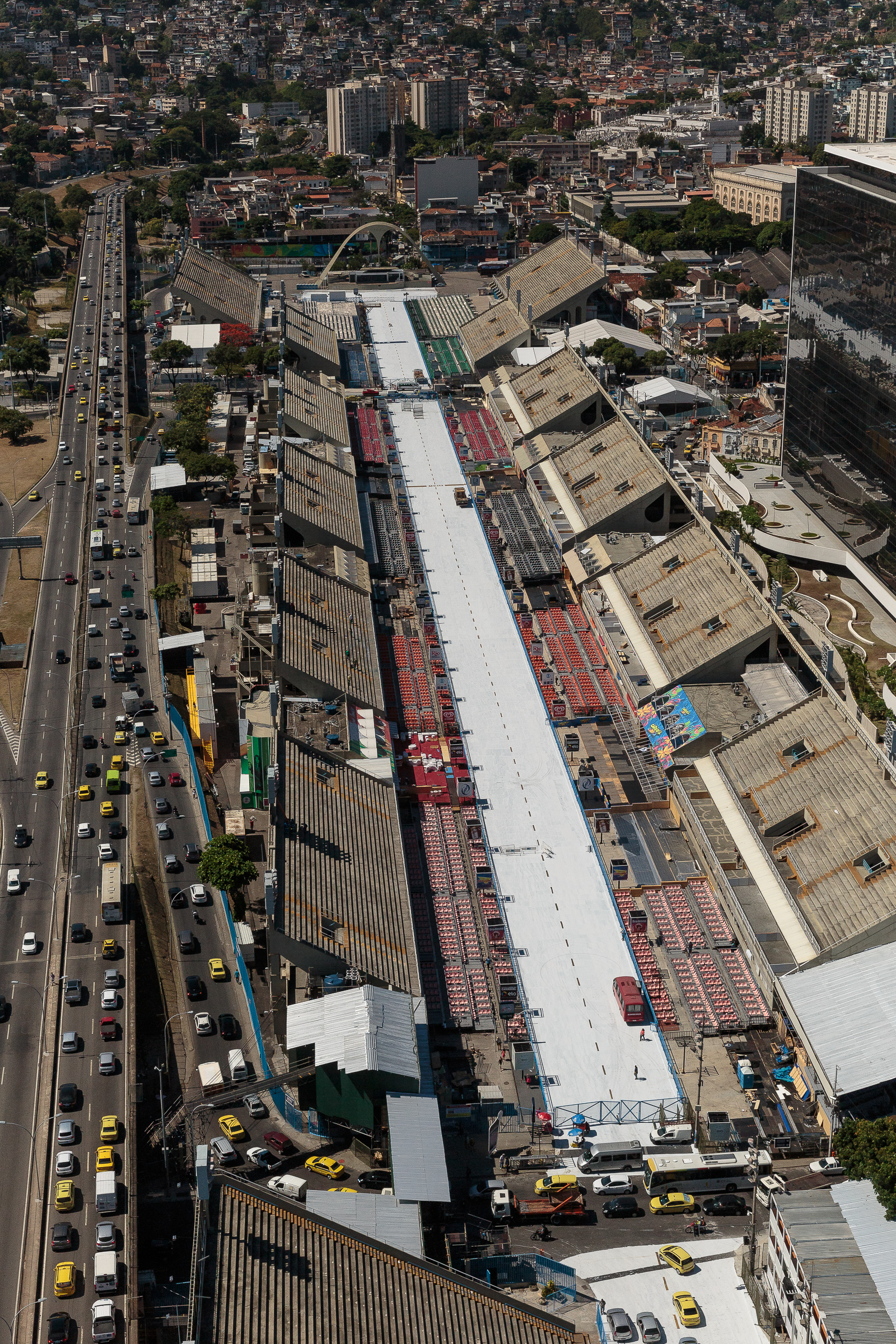

サンボードロモ・ダ・マルケス・ジ・サプカイ（ポルトガル語: Sambódromo da Marquês de Sapucaí）は、ブラジルのリオデジャネイロ中心市街地にあるサンボードロモ。隣接する広場の名から、アポテオセ広場（ポルトガル語: Praça da Apoteose）とも称される。毎年リオのカーニバルの際にエスコーラ・ヂ・サンバ（サンバスクール）がパレードをコンテスト形式で競う会場として、パレードできる長い空間をもつ形で建設された。このパレードは、毎年何万人もの観衆をブラジル内外から集めている。

## 会場
このサンボードロモは、オスカー・ニーマイヤーの設計により、1984年に建設された。マルケス・ジ・サプカイ通りの沿道700メートルを、恒久的なパレード会場に造り変えたもので、パレード通路の両側には、観衆のための屋根のない観覧席が設けられており、収容人員は9万人である。パレード通路の終点には、アポテオセ広場があって、ここにも屋根のない観覧席があり、パレード終了後に広場に集まって人々が騒げるようになっている。
それぞれの出場団体は、12月からサンボードロモで予行演習を始め、カーニバル本番までリハーサルが続けられる。
カーニバルの時期以外には、国際的な音楽コンサートの会場に使われることがある。
ここで演奏したアーティストには、フィル・コリンズ、ボブ・ディラン、ローリング・ストーンズ、キッス、アイアン・メイデン、コールドプレイ、エルトン・ジョン,  ロクセット、ジェームス・ブラント、ホイットニー・ヒューストン、レディオヘッド、ロビー・ウィリアムズ、ロジャー・ウォーターズ、エリック・クラプトン、ニルヴァーナ、パール・ジャム、ガンズ・アンド・ローゼズ、カルロス・サンタナ、アヴリル・ラヴィーン、ジョナス・ブラザーズ、デミ・ロヴァート、a-haらがいる。

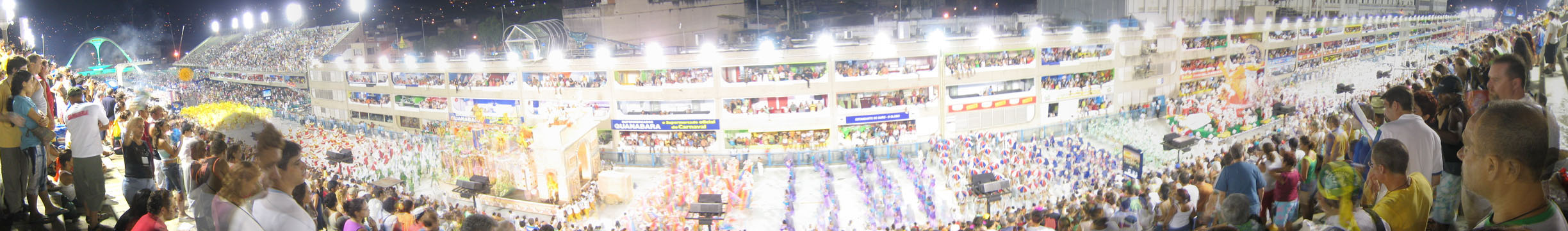
Grupo de Acesso A のパレード中、セクター9の最高部から撮影したパノラマ写真。パレードは右から左へ進んでおり、最後尾には凱旋門のフロート車が見える。対面する側にはVIP用の camarote 席が見える。

## カーニバルのパレード行事

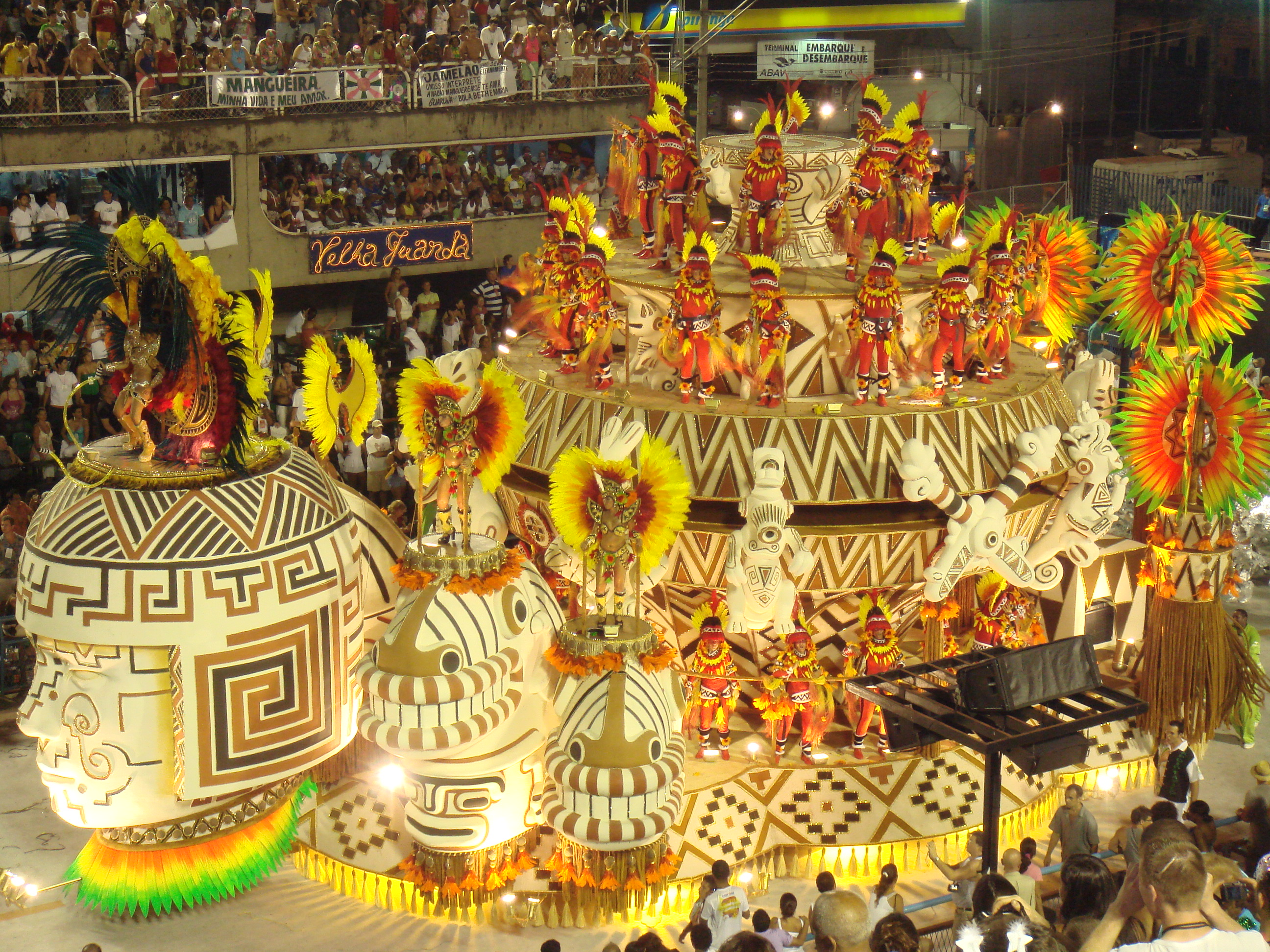
リオのカーニバル

公式のカーニバルのパレードは、四旬節が始まる直前に行われる。この連続する4夜の間、各スクールは、午後8時から翌朝にかけて、次々とパレードを行う。Access Group A のスクールは初日の土曜日の夜に、Special Group の各校は日曜日と月曜日、Group Rio de Janeiro 1 の各校は火曜日の夜に登場する。なかでも Special Group の登場する夜は、最大の見せ場となる。パレードはテレビで全国中継され、テレビを通して多くの視聴者に視聴される。
各スクールは、あらかじめ決められた時間（90分）のうちに、数千人に及ぶパレードの踊り手たち、打楽器隊、フロート車などすべてを、サンボードロモの端から端まで通し終えなければならない。スクールはそれぞれ、伝統とする独自の特色をもっている。スクールは審判団によって格付けされ、競争は熾烈になる。灰の水曜日に審査結果が集計され、優勝者が決定される。その週の土曜日には優勝パレードが行われ、Special Group のカテゴリーで最上位となった5つのスクールがパレードを披露する。
2008年当時、Special Group の登場する夜の料金は、屋根のない観覧席の最低額の10レアル（日本円で600円程度）から、無料の飲食サービスなど諸々が付くVIP席の500レアル（日本円で3万円程度）まで様々であるが、実際には転売目的の買い占めなどによってプレミアがつき、遥かに高い金額を支払わなければチケットは手に入らない状態だった。最もよい席では、米ドルで2500ドル（日本円で25万円）以上の値が付いたという。
最も注目されるスクールをサンボードロモで見るチケットの価格が高騰した結果、多くのブラジル人がチケットを入手できなくなった。商業化が進んだことへの反動として、リオデジャネイロでは市内各地で ポルトガル語: Bloco carnavalesco と呼ばれる無料のブロックパーティが盛んになっている。
スクールの正規のメンバーでなくとも、コスチュームを購入して、踊り手のひとりとして紛れ込むことは可能である。

## 2016年リオデジャネイロ五輪、パラリンピック

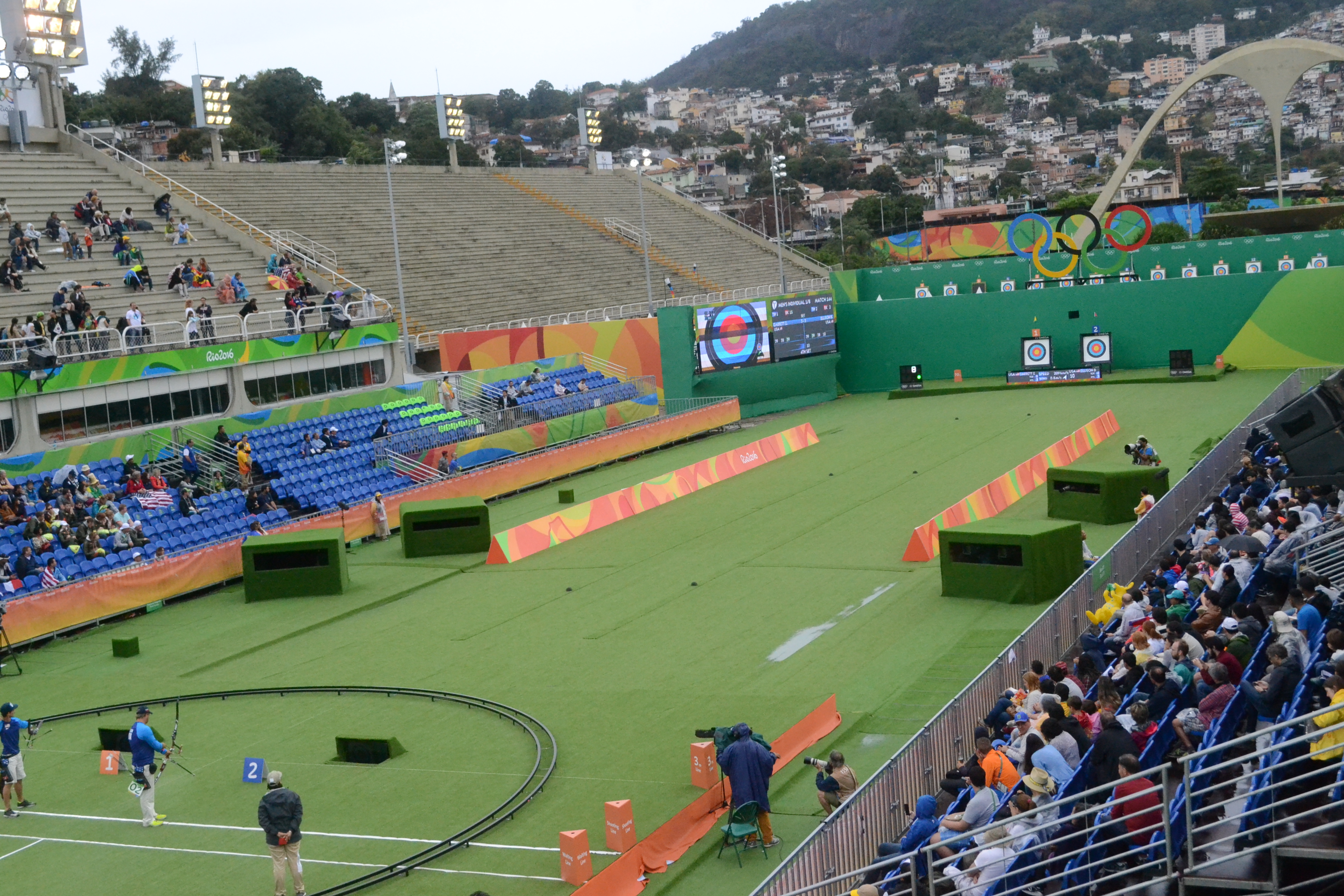
サンボードロモで実施されたアーチェリー競技

2016年のリオデジャネイロ夏季五輪の際には、アーチェリーとマラソンの競技会場となった。また、パラリンピックでもアーチェリー競技が行われた。